# Mercedes Jones
Mercedes Jones è un personaggio della serie televisiva Glee, interpretato da Amber Riley.

## Trama
Mercedes fa audizione per le Nuove Direzioni cantando Respect di Aretha Franklin. Ha inizialmente una cotta per il compagno di scuola Kurt Hummel, ignorando il fatto che sia gay. Resta ferita quando lui la respinge, ma gli è solidale quando lui le confida la sua omosessualità. Dopo la vicenda, i due restano amici. Mercedes porta avanti un ostile rivalità con Rachel Berry, che arriva al culmine poco prima delle Provinciali, quando Mercedes canta da solista la canzone And I Am Telling You I'm Not Going, che viene scelta dal coro come ballata per la competizione.
Frustrati dal fatto di ricevere pochi brani da solisti, Mercedes e Kurt si uniscono ai Cheerios come cantanti. La coach Sue Sylvester pretende che Mercedes perda peso e la costringe a seguire una dieta. La ragazza riceve aiuto dall'ex cheerleader Quinn, che le fa capire di essere bella nonostante il suo peso. Stando nelle cheerleader, la popolarità di Mercedes cresce notevolmente, e la ragazza inizia a frequentare il giocatore di football Noah Puckerman. Poco tempo dopo si rende conto di non essere sincera con sé stessa, e decide di lasciare sia la squadra che Puck. Nel frattempo sviluppa un'amicizia con Quinn e la invita a vivere a casa sua, ora che i suoi genitori hanno scoperto la gravidanza e l'hanno cacciata di casa.
Nella seconda stagione, si sente trascurata dall'amico Kurt, che ha iniziato a frequentare Blaine Anderson e il coro degli Usignoli della Dalton Academy, dove infine si trasferisce. Quando Sue Sylvester diventa preside e bandisce dalla scuola il cibo spazzatura, Mercedes organizza una protesta studentesca per riavere indietro le crocchette di patate di cui è ghiotta. Accetta inizialmente di provare a frequentare un ragazzo presentatole da Kurt, ma in seguito preferisce concentrarsi invece sulla sua carriera. Alla fine della seconda stagione si fidanza con Sam Evans.

## Accoglienza

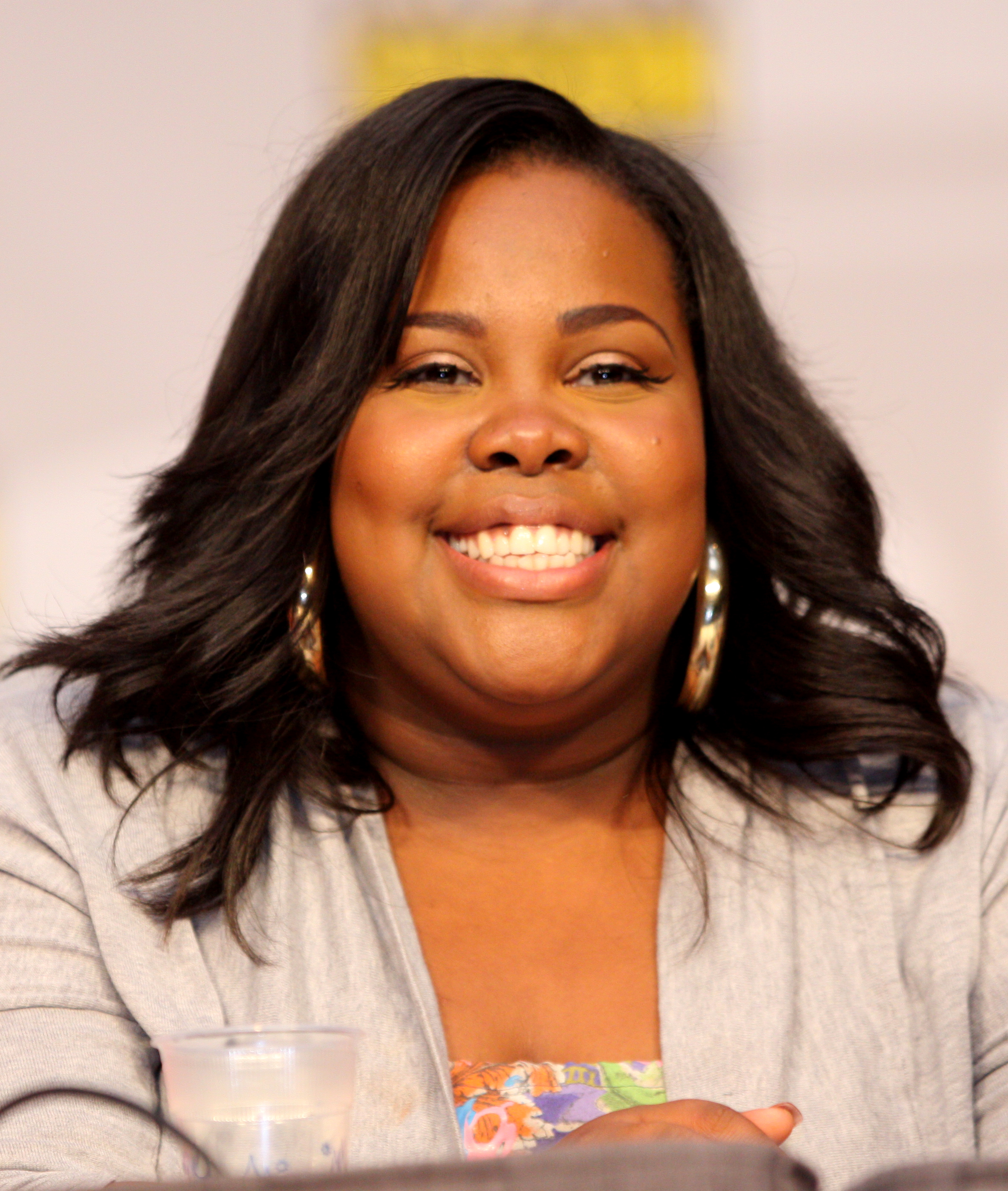
Amber Riley

Ryan Brockington del New York Post ha scritto che «la chiave dello show sta nelle protagoniste femminili», lodando Riley nel ruolo di Mercedes e notando che nell'episodio Acafellas l'attrice ha finalmente avuto l'opportunità di brillare. Allo stesso modo, Tim Stack di Entertainment Weekly ha commentato che il più bell'aspetto di Acafellas è stata la concentrazione su personaggi fino ad allora poco considerati come Mercedes. Eric Goldman di IGN ha criticato invece le azioni di Mercedes nell'episodio Canzoni d'amore, in cui Puck confessa di essere il padre del bambino di Quinn e Mercedes gli dice di lasciare in pace Quinn. Goldman si è domandato: «Sul serio? Davvero crede che Finn non debba sapere di non essere il padre? Non pensa che Puck debba essere coinvolto, dal momento che è il vero padre? È stata una reazione piuttosto strana, e siccome Mercedes non è in genere un personaggio antipatico o manipolatore [...], non sono sicuro come gli autori potessero pensare che quest'azione fosse per lei giustificata.»
Korbi Ghosh di Zap2it ritiene che il migliore momento di Mercedes sia la sua interpretazione di Imagine nell'episodio Capellografia: ha infatti detto: «invece di schiacciare la loro esibizione con il suo talento spettacolare, ha tenuto bassa la voce, permettendo al coro di ragazzi sordi di brillare mentre lei cantava umilmente di fianco a loro, mostrando il suo appoggio.»

## Performance musicali
All'interno della lista sono riportate tutte le performance in cui Mercedes canta, comprese quelle in cui fa parte del coro.
| Episodio                   | Titolo della canzone                    | Artista originale                                      | Con |
| Prima stagione             | Prima stagione                          | Prima stagione                                         | Prima stagione |
| -------------------------- | --------------------------------------- | ------------------------------------------------------ | --- |
| Voci fuori dal coro        | Respect                                 | Otis Redding/Aretha Franklin                           | solista |
| Voci fuori dal coro        | Sit Down, You're Rockin' the Boat       | Guys and Dolls                                         | Le Nuove Direzioni |
| Voci fuori dal coro        | You're the One That I Want              | Grease                                                 | Le Nuove Direzioni |
| Voci fuori dal coro        | Don't Stop Believin'                    | Journey                                                | Le Nuove Direzioni |
| La strada per il successo  | Le Freak                                | Chic                                                   | Le Nuove Direzioni |
| La strada per il successo  | Gold Digger                             | Kanye West feat. Jamie Foxx                            | Will Schuester e Le Nuove Direzioni |
| La strada per il successo  | Push It                                 | Salt-n-Pepa                                            | Le Nuove Direzioni |
| La strada per il successo  | Take a Bow                              | Rihanna                                                | corista di Rachel Berry insieme a Tina Cohen-Chang                                                                                       |
| Acafellas                  | Bust Your Windows                       | Jazmine Sullivan                                       | solista |
| Un grande ritorno          | Last Name                               | Carrie Underwood                                       | April Rhodes e Le Nuove Direzioni |
| Un grande ritorno          | Somebody to Love                        | Queen                                                  | Le Nuove Direzioni |
| Vitamina D                 | Halo/Walking on Sunshine                | Beyoncé/Katrina and the Waves                          | le ragazze de Le Nuove Direzioni |
| Guerra aperta              | Hate on Me                              | Jill Scott                                             | gruppo di Sue Sylvester |
| Guerra aperta              | Ride wit Me                             | Nelly feat. City Spud                                  | Le Nuove Direzioni |
| Guerra aperta              | Keep Holding On                         | Avril Lavigne                                          | Le Nuove Direzioni |
| Musica su 2 ruote          | Proud Mary                              | Creedence Clearwater Revival (versione di Tina Turner) | Le Nuove Direzioni |
| Canzoni d'amore            | Lean on Me                              | Bill Withers                                           | Le Nuove Direzioni |
| Capellografia              | Don't Make Me Over                      | Dionne Warwick                                         | solista |
| Capellografia              | Hair/Crazy in Love                      | Hair/Beyoncé feat. Jay-Z                               | Le Nuove Direzioni |
| Capellografia              | Imagine                                 | John Lennon                                            | Haverbrook Deaf Choir e Le Nuove Direzioni                                                                                               |
| Capellografia              | True Colors                             | Cyndi Lauper                                           | Le Nuove Direzioni |
| La televendita             | Jump                                    | Van Halen                                              | Le Nuove Direzioni |
| La televendita             | Smile                                   | Charlie Chaplin                                        | Le Nuove Direzioni |
| Le provinciali             | And I Am Telling You I'm Not Going      | Dreamgirls                                             | solista |
| Le provinciali             | You Can't Always Get What You Want      | The Rolling Stones                                     | Le Nuove Direzioni |
| Le provinciali             | My Life Would Suck Without You          | Kelly Clarkson                                         | Le Nuove Direzioni |
| Hell-O                     | Gives You Hell                          | The All-American Rejects                               | Le Nuove Direzioni |
| Hell-O                     | Hello, Goodbye                          | The Beatles                                            | Le Nuove Direzioni |
| Come Madonna               | Express Yourself                        | Madonna                                                | Rachel Berry, Quinn Fabray, Tina Cohen-Chang, Santana Lopez e Brittany Pierce                                                            |
| Come Madonna               | 4 Minutes                               | Madonna feat. Justin Timberlake                        | Kurt Hummel |
| Come Madonna               | Like a Prayer                           | Madonna                                                | Le Nuove Direzioni e Jesse St. James |
| Casa                       | Beautiful                               | Christina Aguilera                                     | solista |
| Cattiva reputazione        | U Can't Touch This                      | MC Hammer                                              | Artie Abrams, Kurt Hummel, Tina Cohen-Chang e Brittany Pierce                                                                            |
| Senza voce                 | The Lady Is a Tramp                     | Sammy Davis, Jr.                                       | Noah Puckerman |
| Senza voce                 | The Boy Is Mine                         | Brandy e Monica                                        | Santana Lopez |
| Anima e rabbia             | Good Vibrations                         | Marky Mark and the Funky Bunch                         | Noah Puckerman e Finn Hudson |
| Seconda stagione           |                                         |                                                        | |
| Santo panino               | I Look to You                           | Whitney Houston                                        | solista |
| Santo panino               | Bridge over Troubled Water              | Aretha Franklin                                        | solista |
| Sfida a coppie             | River Deep - Mountain High              | Ike & Tina Turner                                      | Santana Lopez |
| The Rocky Horror Glee Show | Sweet Transvestite                      | The Rocky Horror Show                                  | solista |
| Nuove direzione            | Dog Days Are Over                       | Florence and the Machine                               | Tina Cohen-Chang |
| Buon Natale                | Angels We Have Heard On High            | Canzone popolare                                       | solista |
| Tornare in cima            | Take Me or Leave Me                     | Rent                                                   | Rachel Berry |
| La nostra canzone          | Hell To The No                          | -                                                      | solista |
| La notte dei negletti      | Ain't No Way                            | Aretha Franklin                                        | solista |
| Il ballo                   | Dancing Queen                           | ABBA                                                   | Santana Lopez |
| Dirsi addio                | Try a Little Tenderness                 | Otis Redding                                           | solista |
| Terza stagione             |                                         |                                                        | |
| La F asiatica              | Spotlight                               | Jennifer Hudson                                        | Tina Cohen-Chang e Brittany Pierce |
| La F asiatica              | It's All Over                           | Dreamgirls                                             | Le Nuove Direzioni |
| La F asiatica              | Out Here on My Own                      | Nikka Costa                                            | Rachel Berry |
| Esprimi un desiderio       | Candyman                                | Christina Aguilera                                     | Le Note Moleste |
| La guerra dei glee club    | Rumour Has It/Someone like You          | Adele                                                  | Le Note Moleste |
| Le elezioni                | I Kissed a Girl                         | Katy Perry                                             | Le Note Moleste e le ragazze de Le Nuove Direzioni                                                                                       |
| Crescere                   | Survivor/I Will Survive                 | Destiny's Child/Gloria Gaynor                          | Le Note Moleste |
| Uno straordinario Natale   | All I Want for Christmas Is You         | Mariah Carey                                           | Le Nuove Direzioni |
| Uno straordinario Natale   | My Favorite Things                      | The Sound of Music                                     | Rachel Berry, Kurt Hummel e Blaine Anderson                                                                                              |
| Uno straordinario Natale   | Santa Claus Is Coming to Town           | Bruce Springsteen feat. E Street Band                  | Rachel Berry, Kurt Hummel, Blaine Anderson, Finn Hudson e Noah Puckerman                                                                 |
| Sì\No                      | Summer Nights                           | Grease                                                 | Le Nuove Direzioni |
| Sì\No                      | The First Time Ever I Saw Your Face     | Roberta Flack                                          | Rachel Berry, Tina Cohen-Chang e Santana Lopez                                                                                           |
| Michael                    | Human Nature                            | Michael Jackson                                        | Sam Evans |
| L'insegnante di Spagnolo   | Don't Wanna Lose You                    | Gloria Estefan                                         | solista |
| Cuore                      | Stereo Hearts                           | Gym Class Heroes feat. Adam Levine                     | Joseph Hart, Sam Evans e Quinn Fabray |
| Cuore                      | I Will Always Love You                  | Dolly Parton (versione di Whitney Houston)             | solista |
| Cuore                      | Cherish/Cherish                         | The Association/Madonna                                | Joseph Hart, Sam Evans e Quinn Fabray |
| Cuore                      | Love Shack                              | The B-52s                                              | Blaine Anderson, Kurt Hummel, Rachel Berry e Brittany Pierce                                                                             |
| Sto arrivando              | What Doesn't Kill You (Stronger)        | Kelly Clarkson                                         | Le Note Moleste |
| Saturday Night Glee-ver    | Disco Inferno                           | The Trammps                                            | Santana Lopez e Brittany Pierce |
| Addio, Whitney             | How Will I Know                         | Whitney Houston                                        | Rachel Berry, Santana Lopez e Kurt Hummel                                                                                                |
| L'occasione di una vita    | Cell Block Tango                        | Chicago                                                | Tina Cohen-Chang, Santana Lopez, Brittany Pierce e Sugar Motta                                                                           |
| L'occasione di una vita    | Shake It Out                            | Florence and the Machine                               | Santana Lopez e Tina Cohen-Chang |
| Le Nazionali               | The Edge of Glory                       | Lady Gaga                                              | Le Note Moleste, Tina Cohen-Chang e Quinn Fabray                                                                                         |
| Le Nazionali               | Paradise by the Dashboard Light         | Meat Loaf                                              | Le Nuove Direzioni |
| Le Nazionali               | Tongue Tied                             | Grouplove                                              | Le Nuove Direzioni |
| Le Nazionali               | We Are the Champions                    | Queen                                                  | Le Nuove Direzioni |
| Il giorno del diploma      | Sit Down, You're Rockin' the Boat       | Guys and Dolls                                         | Rachel Berry, Artie Abrams, Tina Cohen-Chang e Kurt Hummel                                                                               |
| Il giorno del diploma      | You Get What You Give                   | New Radicals                                           | Finn Hudson, Rachel Berry, Noah Puckerman, Kurt Hummel, Quinn Fabray, Santana Lopez e Mike Chang                                         |
| Quarta stagione            |                                         |                                                        | |
| Il ruolo adatto            | Born to Hand Jive                       | Grease                                                 | Marley Rose, Jake Puckerman e Ryder Lynn                                                                                                 |
| Ringraziamento             | Homeward Bound/Home                     | Simon & Garfunkel/Phillip Phillips                     | Quinn Fabray, Noah Puckerman e Mike Chang, Santana Lopez e Finn Hudson                                                                   |
| Lo voglio                  | Getting Married Today                   | Company                                                | Will Schuester e Emma Pillsbury |
| Wonder-ful                 | Superstition                            | Stevie Wonder                                          | Le Nuove Direzioni |
| Wonder-ful                 | Higher Ground                           | Stevie Wonder                                          | solista |
| Wonder-ful                 | For Once in My Life                     | Stevie Wonder                                          | Mike Chang, Kurt Hummel, Will Schuester e Le Nuove Direzioni                                                                             |
| Quinta stagione            |                                         |                                                        | |
| Addio, Finn                | Seasons of Love                         | Rent                                                   | Kurt Hummel, Santana Lopez, Noah Puckerman, Tina Cohen-Chang, Mike Chang e Le Nuove Direzioni                                            |
| Addio, Finn                | I'll Stand by You                       | The Pretenders                                         | solista |
| Una settimana d'addio      | Defying Gravity                         | Wicked                                                 | Rachel Berry e Kurt Hummel |
| Una settimana d'addio      | Happy                                   | Pharrell Williams                                      | Holly Holliday e April Rhodes, Will Schuester e Blaine Anderson                                                                          |
| Addio, glee club!          | I Am Changing                           | Dreamgirls                                             | Kurt Hummel |
| Il coraggio di rischiare   | (You Make Me Feel Like) A Natural Woman | Aretha Franklin                                        | solista |
| Il coraggio di rischiare   | ColorBlind                              | Amber Riley                                            | solista |
| Il test                    | I Want to Know What Love Is             | Foreigner                                              | solista |
| Il test                    | Let's Wait Awhile                       | Janet Jackson                                          | Artie Abrams |
| La sera della prima        | Pumpin' Blood                           | NONONO                                                 | Rachel Berry e Santana Lopez |
| Alternative                | Doo Wop (That Thing)                    | Lauryn Hill                                            | Santana Lopez |
| Una buona causa            | I Melt with You                         | Modern English                                         | Sam Evans e Rachel Berry |
| Una buona causa            | Take Me Home Tonight                    | Eddie Money                                            | Artie Abrams, Kurt Hummel, Rachel Berry, Blaine Anderson, Sam Evans, Santana Lopez e Maggie                                              |
| Traguardi                  | Shakin' My Head                         | Amber Riley                                            | solista |
| Traguardi                  | Pompeii                                 | Bastille                                               | Artie Abrams, Blaine Anderson, Rachel Berry, Brittany Pierce, Sam Evans e Kurt Hummel                                                    |
| Sesta stagione             |                                         |                                                        | |
| Serve solo l'amore         | Baby It's You                           | The Shirelles                                          | Brittany Pierce, Rachel Berry e Santana Lopez                                                                                            |
| Serve solo l'amore         | What the World Needs Now Is Love        | Jackie DeShannon                                       | Brittany Pierce, Rachel Berry, Santana Lopez, Blaine Anderson, Artie Abrams, Sam Evans, Kurt Hummel, Will Schuester e Le Nuove Direzioni |
| Transizioni                | All About That Bass                     | Meghan Trainor                                         | Roderick Meeks |
| Le nozze dell'anno         | At Last                                 | Etta James                                             | Artie Abrams |
| Le nozze dell'anno         | I'm So Excited                          | The Pointer Sisters                                    | Le Note Moleste con Carole Hudson-Hummel, Maribel Lopez, Pam Anderson e Whitney S. Pierce                                                |
| 2009                       | I'm His Child                           | Zella Jackson Price                                    | il coro della chiesa |
| 2009                       | Don't Stop Believin'                    | Journey                                                | Le Nuove Direzioni |
| I sogni si avverano        | Someday We'll Be Together               | Diana Ross e The Supremes                              | il coro della chiesa |
| I sogni si avverano        | I Lived                                 | OneRepublic                                            | Glee Cast |